# Hranice (Rokytnice nad Jizerou)
Hranice je vesnice, část města Rokytnice nad Jizerou v okrese Semily. Nachází se asi dva kilometry severozápadně od Rokytnice nad Jizerou.
Hranice leží v katastrálním území Dolní Rokytnice o výměře 11,28 km².

## Historie
První písemná zmínka o vesnici pochází z roku 1620.

## Pamětihodnosti
- Venkovský dům čp. 30